# Ceuthmochares australis
El malcoha africano oriental (Ceuthmochares australis) es una especie de ave cuculiforme de la familia Cuculidae propia del África Oriental. Anteriormente era considerado conespecífico con el malcoha africano occidental (Ceuthmochares aereus) pero en la actualidad es tratado como especie separada.

## Descripción
Mide unos 33 cm en promedio, los machos pesan entre 61 y 79,2 g, y las hembras entre 52 y 75 gramos. Tiene la cabeza y el cuello de color gris oscuro con un tinte verdoso. El dorso, las alas y las puntas de las plumas superiores de la cola son de color gris pizarra verdoso. El pecho y el vientre son de color gris, pero se torna negruzco en la región inferior de la cola. El iris es rojo o castaño, marrón en las aves jóvenes. El pico es de color amarillo brillante y las patas son negras.

## Distribución
Tiene una distribución generalizada en la costa de África oriental, desde el sur de Kenia y Somalia, a través del este de Tanzania, Malaui, Mozambique, el este de Zimbabue y Suazilandia, hasta el sureste de Sudáfrica. 